# 大和田猛
大和田 猛（おおわだ たけし、1948年 - ）は、日本の社会学者。弘前医療福祉大学短期大学部教授。専門は高齢者福祉論、地域福祉論。

## 来歴
1973年3月、駒澤大学大学院人文科学研究科社会学専攻博士前期課程修了。
青森県立保健大学健康科学部社会福祉学科教授を経て、弘前医療福祉大学短期大学部 生活福祉学科介護福祉専攻教授をつとめる。
そのほか、青森県社会福祉協議会活動指針策定検討委員会委員長、青森県第三者評価推進委員会委員長、青森県社会福祉士会理事を歴任。

## 著書
- 『福祉政策論』医歯薬出版
- 『ソーシャルワークとケアワーク』中央法規出版
- 『高齢者への支援と介護保険制度』みらい